# Panglima Sugala
Panglima Sugala (anciennement Balimbing) est une ville de 3e classe, capitale de la province de Tawi-Tawi aux Philippines. Selon le recensement de 2010 elle est peuplée de 38 704 habitants.

## Barangays
Panglima Sugala est divisée en 17 barangays.

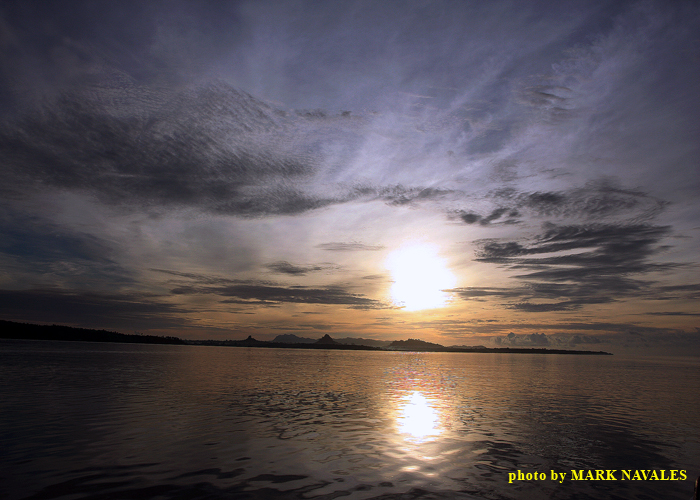
Vue du lever du soleil sur la mer à Panglima Sugala

- Balimbing Proper
- Batu-batu
- Bauno Garing
- Belatan Halu
- Buan
- Dungon
- Karaha
- Kulape
- Liyaburan
- Luuk Buntal
- Magsaggaw
- Malacca
- Parangan
- Sumangday
- Tabunan
- Tundon
- Tungbangkaw

## Démographie
| Année | Habitants | Évolution |
| ----- | --------- | --------- |
| 1995  | 24 398    | -         |
| 2000  | 33 315    | 36,55 %   |
| 2007  | 50 504    | 51,60 %   |
| 2010  | 38 704    | -23,36 %  |